# Stachyris nigricollis
Stachyris nigricollis е вид птица от семейство Timaliidae. Видът е почти застрашен от изчезване.

## Разпространение
Видът е разпространен в Бруней, Индонезия, Малайзия и Тайланд.